# アゴスティーノ・ステッファーニ

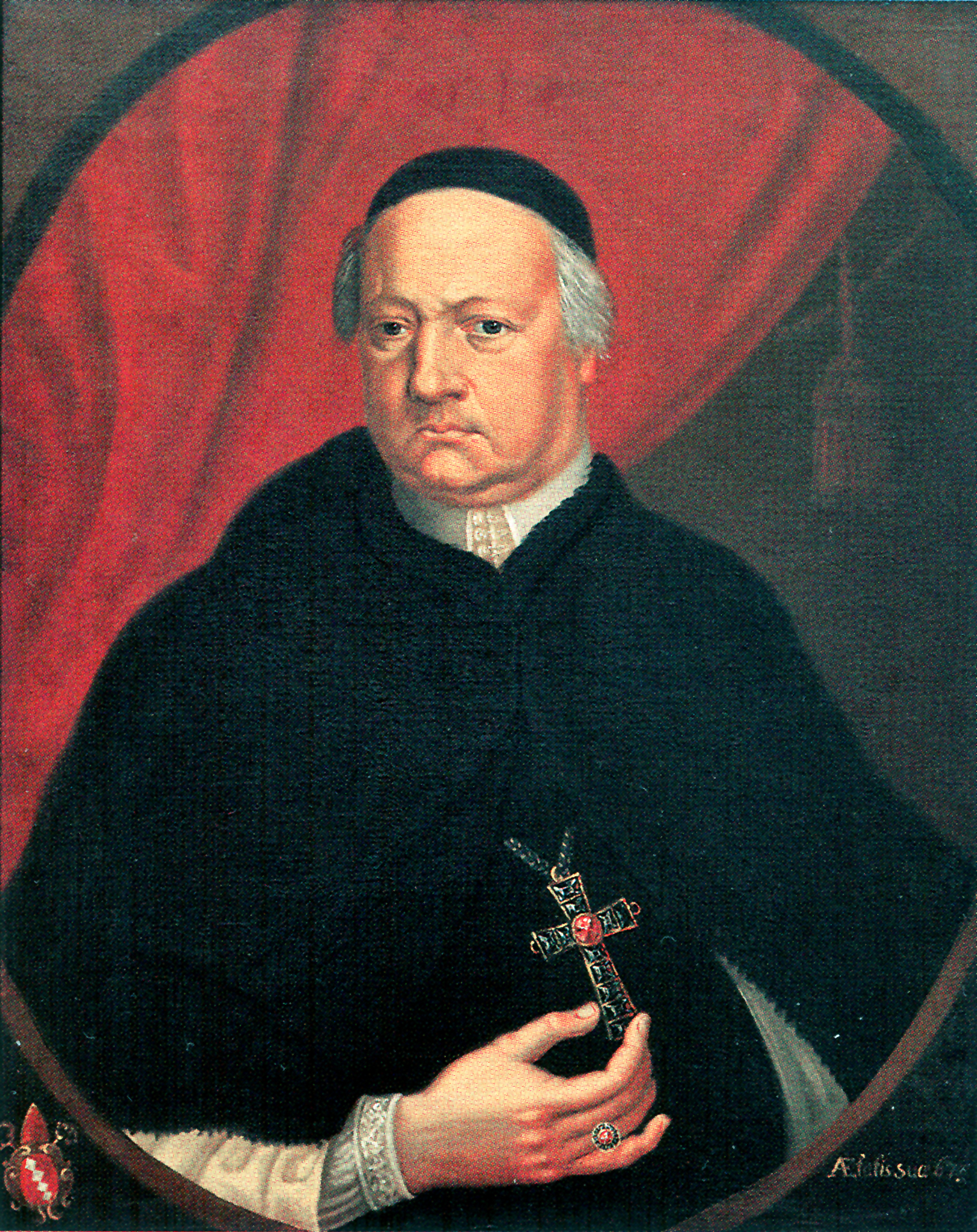
アゴスティーノ・ステッファーニ

アゴスティーノ・ステッファーニ（Agostino Steffani, 1653年7月25日–1728年2月12日）はイタリア盛期バロック音楽の作曲家・オルガン奏者で外交官およびカトリックの聖職者。バイエルンを中心にドイツで活躍した。

## 生涯
幼少期にヴェネツィアの聖マルコ大寺院の少年聖歌隊員に加わる。1667年にその美声に魅了されたタッテンバハ伯爵によってミュンヘンへと連れられて行き、同地でバイエルン選帝侯フェルディナント・マリアより奨学金を得て学業を修め、バイエルン宮廷楽団の一員に加わって俸給を得る。ヨハン・カスパール・ケルルのもとで音楽修業を続けた後、1673年にローマに留学、エルコレ・ベルナベイに師事して6つのモテットを完成させる（現在その手稿譜はケンブリッジのフィッツウィリアム博物館が所蔵）。
1674年にミュンヘンに戻り、最初の作品《 Psalmodia vespertina》を出版（1世紀後にマルティーニ師の『対位法教程 Saggio dl contrapunto』において部分的に転載される）。1675年に宮廷オルガニストに任命され、年代は不明ながらも司祭へ叙階されてレプシング大修道院長の称号を得る。聖職者という地位は、舞台音楽への関心に妨げとなるものではなかった。ステッファーニは生涯のさまざまな時期に劇場のための音楽を作曲しており、それらの音楽は、間違いなく当時の劇音楽に強い影響力を及ぼしたのである。最初の歌劇《マルクス・アウレリウス帝 Marco Aurelio》は、1681年にミュンヘンでカーニバルのために作曲され、上演されたが、これは分かっている限り、唯一つの筆写譜がバッキンガム宮殿王立図書館に保存されている。本作に続いて、《ソロン Solone》（1685年）、《厚かましさと敬意 Audacia e rispetto》《恋の特権 Prerogative d'amore》《ローマ王セルウィウス・トゥリウス Servio Tullio》（1686年）、《アラリック Alarico》（1687年）、《ニオベ Niobe》（1688年）が産み出されたが、これらの作品の行方は杳としてつかめない。
選帝侯マクシミリアン・エマヌエルより寵愛を示されていたにもかかわらず、ステッファーニは1688年にハノーファー宮廷楽長の任務を受け入れる。同地では、1681年に面識を得たブラウンシュヴァイク＝リューネブルク公エルンスト・アウグスト（後のハノーファー選帝侯）にもっと近づこうとし、公女ゾフィー・シャルロッテ（後のブランデンブルク選帝侯妃ならびにプロイセン王妃）や哲学者のライプニッツ、大修道院長で文筆家のオルテンシオ・マウロ（ステッファーニの歌劇のいくつかで台本を執筆）ら、多くの知識人や文人と楽しい関係を築いた。また1710年には、ハノーファーで輝かしい経歴に乗り出そうとしていたヘンデルに、何くれなく目をかけている。
ハノーファーでは作曲活動によって長期間にわたって勝利をおさめ続けることとなる。1689年には歌劇場のこけら落としに歌劇《ハインリヒ獅子公 Enrico il Leone》を作曲、はなはだ豪勢な演出がなされ、大成功を収めた。同じ劇場のために、《ヘラクレスとアキレウスの力比べ La Lolta d'Ercole con Achilleo》（1689年）、《気前のよいオルランド Orlando generoso》（1691年）、《敵同士の和睦 Le Rivali concordi》（1692年）、《満たされた自由 La Liberia contenta》（1693年）、《運命の凱旋 I trionfi del fato'》（1695年）、《ブリセード Briseide》（1696年）が作曲されている。以上の譜面は、5巻の歌曲集や3巻のデュエット集とともにバッキンガム宮殿に保存されており、1714年にハノーファー宮廷からイングランドに移された資料の一部となっている。
ステッファーニは新たな拠点において、音楽家として名を揚げただけではなかった。エルンスト・アウグスト公が1692年に選帝侯に指名されると、かなりの外交力を携えた特使が、さまざまなドイツ諸侯の宮廷を歴訪することがどうしても欠かせなくなった。教養人の修道院長であるステッファーニが、特命全権公使の称号のもとに、細心を要するこの使命に駆り出されたのは1696年のことであった。ステッファーニがいとも順調にこの難題をこなしたため、ローマ教皇インノケンティウス11世は、ステッファーニがかつてハノーファーのカトリック教徒に保証したある種の特権を認め、ステッファーニを西インド諸島スピガの司教として聖別した。
ステッファーニは1698年に大使としてブリュッセルに派遣され、同年エルンスト・アウグストが没すると、デュッセルドルフの宮中伯ヨハン・ヴィルヘルムに仕官した。ヨハン・ヴィルヘルム伯爵は、枢密顧問官や使徒座書記官の事務所をデュッセルドルフに構えていた。これらの高位に就けられたために、ステッファーニは大きな無作法を冒してまで公然と劇音楽を創作し続けることはほとんど困難になった。しかしながらその才能は、いつまでも抑圧に甘んじていることなどできなかった。1709年になると、秘書兼書生のグレゴリオ・ピーヴァの名を借りて2つの新作オペラの上演（《エネア Enea》ハノーファー公演と《タッシローネ Tassilone》デュッセルドルフ公演）を実現することにより、まんまと難局を切り抜けたのだった。ちなみにこの2曲の手稿譜は、ピーヴァの署名つきでバッキンガム宮殿に所蔵されている。同じ蔵書の一つである《アルミニオ》の譜面は、デュッセルドルフ時代の1707年にさかのぼり、明らかにステッファーニ作品であるにもかかわらず、作曲者名は掲げられていない。
ステッファーニは、イギリス王になったハノーファー選帝侯ゲオルク・ルートヴィヒ（ジョージ1世）のイギリス行きには同行しなかったものの、ロンドン古楽アカデミーの終身名誉総裁に選ばれている。その見返りに同団体に、6声と管弦楽のための壮麗な《スターバト・マーテル》、3つの秀逸なマドリガーレが送られた。以上の自筆譜は今なお現存している。大英図書館は、同時期に作曲された3声と管弦楽のための《詩編第110番「主よ汝をほめまつる」Confitebor tibi Domine》を所蔵している。これらの作品はみな作曲当時としては進歩的である。1727年に最後のイタリア訪問を果たし、ローマのオットボーニ枢機卿の宮殿でヘンデルと再会した。ヘンデルはハノーファー時代にステッファーニから受けた親切を忘れておらず、その後も常に覚えていた。二人の出逢いはこれが最後となった。ステッファーニはその後まもなくハノーファーに戻ると、フランクフルトでいくつかの外交業務に携わっていたさなかに急逝した。

## 作品と評価
場面と衣装があるにせよ、オペラがしだいに格式張った演奏会の性質に近づいた時期にあって、ステッファーニは自作のオペラの中で、舞台運営に炯眼を発揮した。だがバッキンガム宮殿王立図書館所蔵の自筆譜について言うと、これらのオペラは全くもって知られていない。それでもステッファーニは、2声と通奏低音のための室内カンタータなどの二重唱作品は、美しさゆえに忘れられることはなかろう。大英図書館は、これらの魅力的な作品を100曲以上所蔵しており（書籍番号 Add. MSS. 5055 seq.）、そのいくつかは1679年にミュンヘンで出版されたものである。

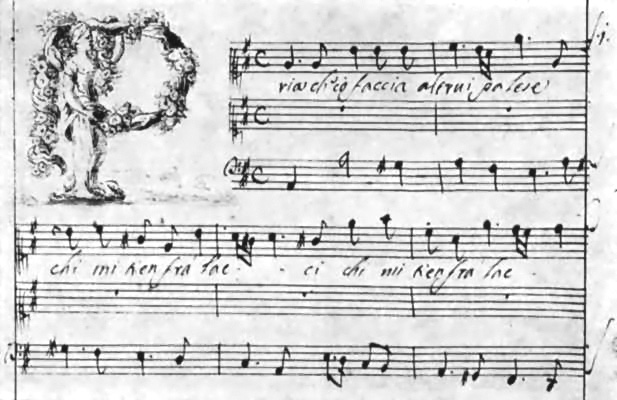
二重唱の浄書された自筆譜

ステッファーニは、声楽曲においては、しばしばアレッサンドロ・スカルラッティに劣るとされ、意図の真摯さにおいてナポリ楽派の巨匠たちに比肩し得るような二重唱は一つもないものの、それでも十分魅力的である。一方、器楽曲形式の熟練において、同世代のイタリア人作曲家（たとえばスカルラッティ）とは、いくぶんかけ離れていた。その重要性は、当時のドイツ人作曲家が目指した「趣味の和合」を独自に実現させ、ヘンデルの芸術的発展の一因となった点にある。たとえばオペラ用序曲は、イタリア音楽の甘美さと、フランス音楽に影響された、論理的で明晰な構築性とが結び付けられている。